# 吉澤俊介
吉澤俊 介（よしざわ しゅんすけ、1956年（昭和31年）2月8日 - ）は日本の銀行家、実業家。十八親和銀行の会長。親和銀行最後の頭取。ふくおかフィナンシャルグループ執行役員を務める。元ふくおかフィナンシャルグループ取締役。現在は青雲学園の理事長。

## 来歴・人物
長崎県松浦市の出身で慶應義塾大学法学部卒。1978年、親和銀行に入行し、秘書室主任秘書役や本店営業部長、審査部長、総合企画部長、常務執行役員を歴任し、2007年にふくおかフィナンシャルグループの完全子会社となった親和銀行の代表取締役専務に就任した。
2009年にふくおかフィナンシャルグループの取締役に就任し、2014年に小幡修の後任として代表取締役頭取に就任した。
2020年3月にふくおかフィナンシャルグループより十八銀行の親和銀行への吸収合併による十八親和銀行の設立および吉澤の十八親和銀行会長就任の内定が発表され、10月に内定通りに就任する。
2022年4月、ふくおかフィナンシャルグループ執行役員、十八親和銀行会長を退任。十八親和銀行顧問に退く。
2025年4月、青雲学園の理事長に就任した。

## 経歴
- 1978年（昭和53年）
  - 4月：親和銀行入行。
- 2006年（平成18年） 
  - 6月：同行執行役員　本店営業部長
- 2007年（平成19年）
  - 3月:同行執行役員　審査部長
  - 6月:同行常務執行役員　総合企画部長
  - 10月:同行代表取締役　専務執行役員
- 2009年（平成21年）
  - 4月:ふくおかフィナンシャルグループ　取締役執行役員
- 2014年（平成26年）
  - 4月:親和銀行　代表取締役頭取
- 2020年（令和2年）
  - 4月:ふくおかフィナンシャルグループ　執行役員
  - 10月:十八親和銀行　代表取締役会長
- 2022年 (令和4年)
  - 4月:十八親和銀行 顧問